# Parque nacional María
El Parque Nacional María (Maria National Park) es un parque nacional en Nueva Gales del Sur (Australia), ubicado a 341 km al noreste de Sídney.

## Ficha
- Área: 23 km²
- Coordenadas: 31°09′46″S 152°52′24″E / -31.16278, 152.87333
- Fecha de Creación: 1 de enero de 1999
- Administración: Servicio Para la Vida Salvaje y los Parques Nacionales de Nueva Gales del Sur
- Categoría IUCN: II